# Pottia guepinii
Pottia guepinii là một loài Rêu trong họ Pottiaceae. Loài này được (Bruch & Schimp.) G. Roth miêu tả khoa học đầu tiên năm 1904.